# Nguyễn Ngọc Duy
Nguyễn Ngọc Duy (* 7. April 1986 in Hanoi) ist ein ehemaliger vietnamesischer Fußballspieler.

## Karriere

### Verein
Nguyễn Ngọc Duy stand von 2007 bis 2009 bei Thể Công, dem heutigen Viettel FC, unter Vertrag. 2007 spielte der Verein aus Hanoi in der zweiten Liga, der V.League 2. Am Ende der Saison stieg der Verein als Meister in die erste Liga auf. 2009 wechselte er zum ebenfalls in Hanoi beheimateten Hà Nội T&T. 2013 feierte er mit dem Verein die vietnamesische Meisterschaft. 2012, 2014 und 2015 wurde er mit Hanoi Vizemeister. Anfang 2016 verpflichtete ihn der ebenfalls in der ersten Liga spielende Sài Gòn FC. Für den Verein aus Ho-Chi-Minh-Stadt absolvierte er 93 Erstligaspiele.
Am 1. Dezember 2020 beendete er seine Karriere als Fußballspieler.

### Nationalmannschaft
Nguyễn Ngọc Duy spielte von 2011 bis 2013 elfmal in der vietnamesischen Nationalmannschaft.

## Erfolge
Thể Công
- V.League 2: 2007  ▲

Hà Nội T&T
- V.League 1: 2013